# Geometría molecular piramidal trigonal

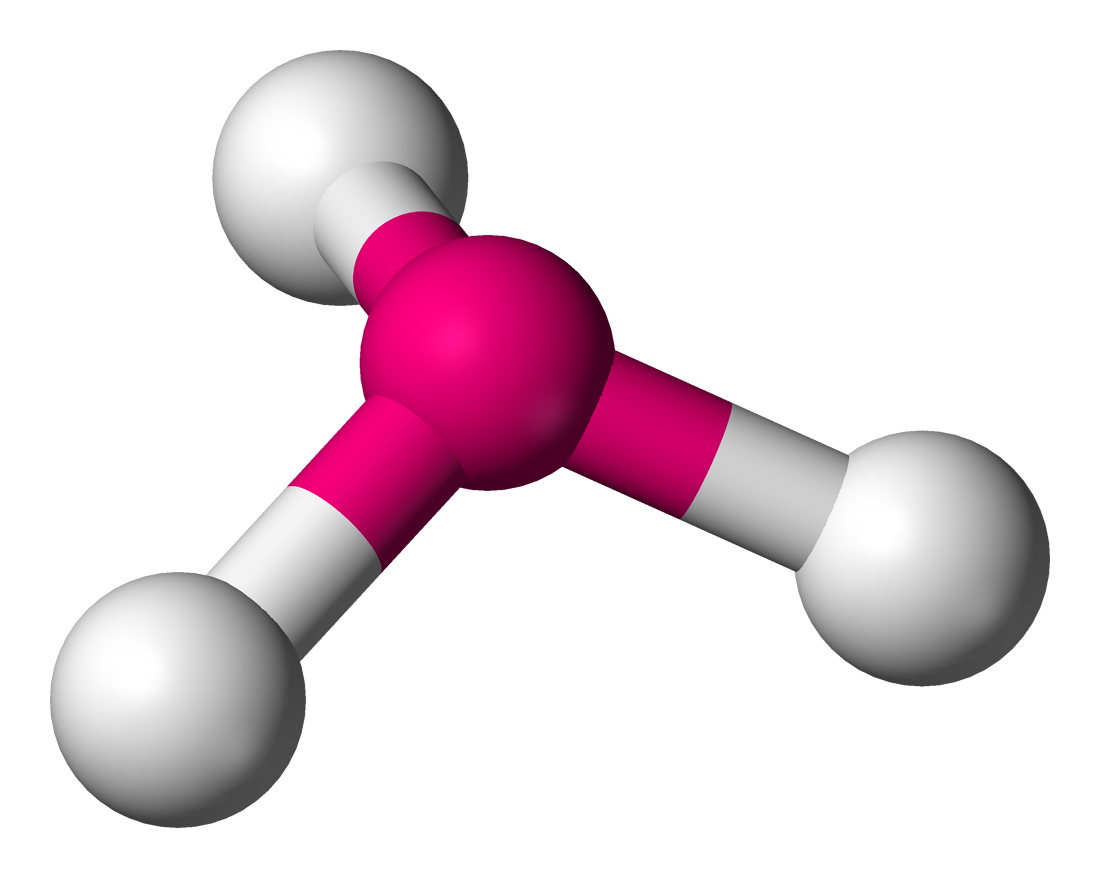
Estructura ideal de una molécula piramidal trigonal con un átomo central de color rosa.

En química, la geometría molecular piramidal trigonal es un tipo de geometría molecular con un átomo en el vértice superior y tres átomos en las esquinas de un triángulo, en un plano inferior. Cuando los tres átomos en las esquinas son iguales, la molécula pertenece al grupo puntual C3v.  

## Hibridación
En química orgánica, las moléculas que tienen una geometría piramidal trigonal se dice que poseen orbital híbrido sp3, que justifica que la molécula no sea plana y que los ángulos de enlaces están más próximos a 109° que a 120°. El método AXE para la teoría RPECV establece que pertenece a la clase AX3E.

## Ejemplos
Entre las moléculas con geometría piramidal trigonal están el amoniaco (NH3) y el trióxido de xenón, XeO3. También existen iones con geometría piramidal trigonal como el ion clorato, ClO3-, el ion sulfito, SO32-, y el ion fosfito, PO33-.

## Geometría piramidal trigonal en el amoníaco
El nitrógeno en la molécula de amoniaco tiene 5 electrones de valencia y se une con tres átomos de hidrógeno para completar el octeto de electrones. Esto daría lugar a la geometría de una tetraedro casi regular con cada ángulo de enlace próximo a 109,5°. Sin embargo, los tres átomos de hidrógeno son repelidos por los electrones del par solitario de manera que la geometría está distorsionada formando una pirámide trigonal (pirámide regular de 3 lados) con ángulos de enlace de 107°. Por el contrario, el trifluoruro de boro es una molécula plana, adoptando una geometría trigonal plana, porque al átomo de boro le falta un par de electrones.
En el amoniaco la pirámide trigonal experimenta una rápida inversión del nitrógeno.

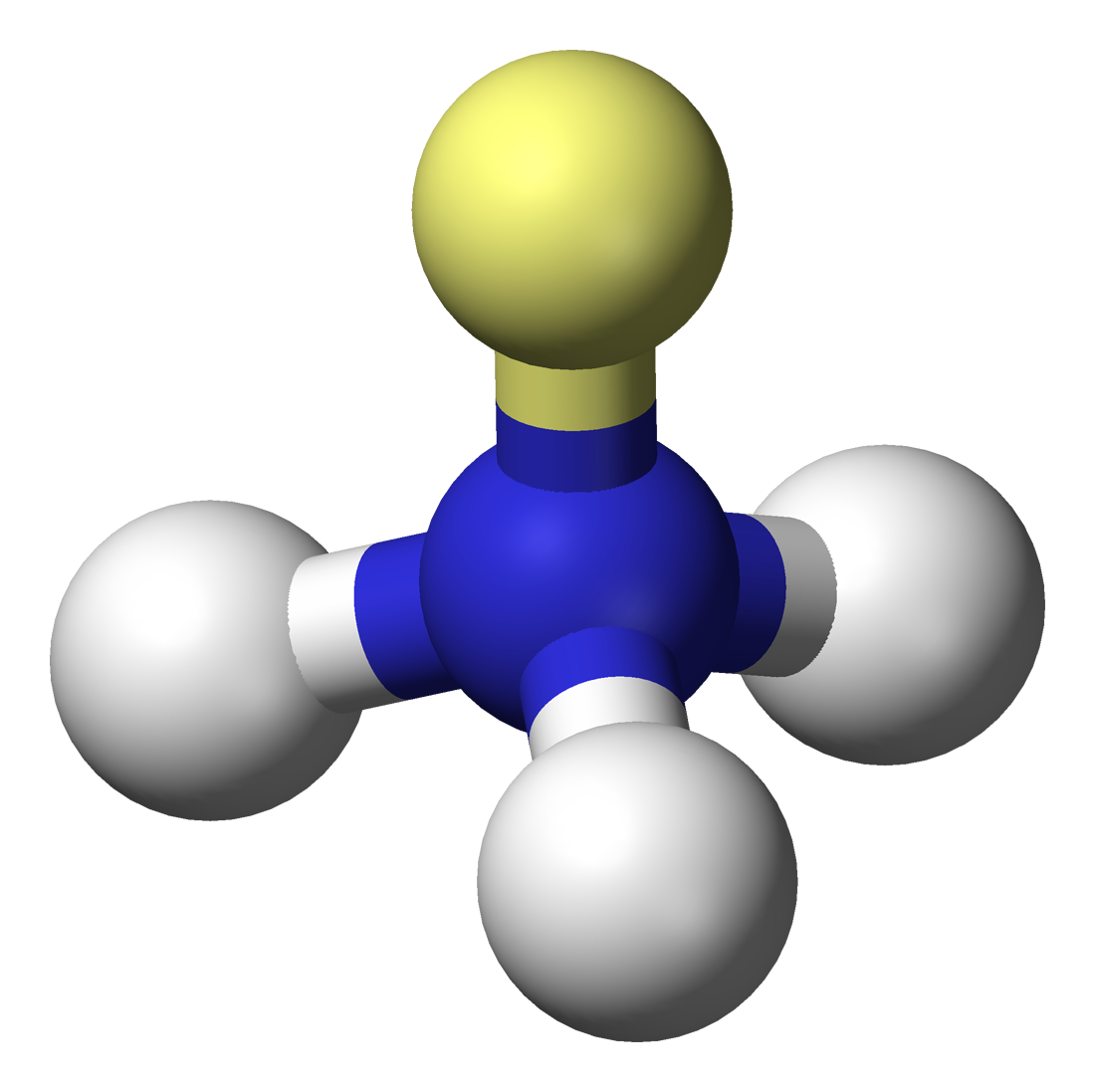
La disposición del par de electrones del amoníaco es tetraédrica: los dos electrones solitarios se muestran en amarillo, los átomos de hidrógeno en blanco.
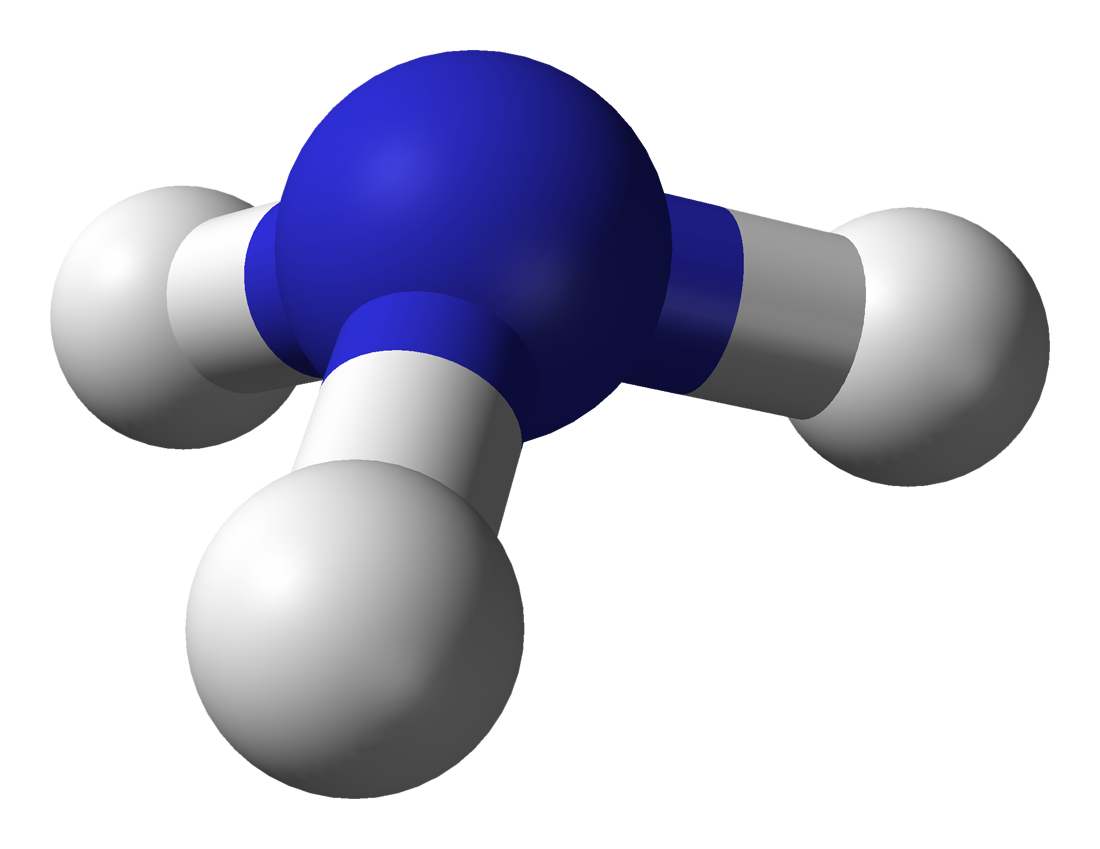
La geometría molecular se puede inferir de la disposición del par de electrones, lo que demuestra que el amoníaco tiene una geometría piramidal trigonal.